# Bouvignes-sur-Meuse
Bouvignes-sur-Meuse is een plaats in de Belgische provincie Namen en een deelgemeente van de stad Dinant. Bouvignes ligt aan de rivier de Maas, ruim een kilometer stroomafwaarts van het stadscentrum van Dinant en op de andere oever. Het was tot 1 januari 1965 een zelfstandige gemeente.

## Geschiedenis
De naam Bouvignes werd voor het eerst vermeld in de 7e eeuw. De plaats, die stadsrechten had, werd in 1176 ook met stadsmuren versterkt en was sedert de 13e eeuw verwikkeld in een verbitterde concurrentiestrijd met het aangrenzende Dinant. De rivaliteit had alles te maken met de industriële productie van de zogenaamde dinanderie. Ook het feit dat Bouvignes deel uitmaakte van het graafschap Namen, terwijl Dinant behoorde tot het prinsbisdom Luik, werkte de onenigheid in de hand. Het kwam tussen beide steden herhaaldelijk tot bloedige incidenten, die, als men de overlevering mag geloven, hun gruwelijke hoogtepunt bereikten in 1466, met de val van Dinant: de haatdragende inwoners van Bouvignes zouden Karel de Stoute op het idee gebracht hebben 800 Dinantezen in de rivier te verdrinken, als wraak voor hun opstand tegen zijn vader Filips de Goede.
Bouvignes werd op zijn beurt in 1554 - in volle bloeiperiode - net als Dinant door de troepen van Hendrik II van Frankrijk verwoest, in het kader van diens oorlog tegen keizer Karel V. In deze periode ontstond de legende van de drie "Dames van Crèvecœur" die naar verluidt van een rots in de Maas sprongen om aan de aanval van de Fransen op hun kasteel te ontsnappen.
Bouvignes was in het verleden tevens de hoofdplaats van het Baljuwschap van Bouvignes. Dit baljuwschap omvatte vrijwel de gehele streek van het graafschap Namen tussen de Samber en de Maas met uitzondering van het Baljuwschap van Montaigle (het gebied rond Anhée).
Het Baljuwschap van Bouvignes omvatte twee versterkte steden: Bouvignes en Walcourt. Daarnaast kende deze streek ook nog twee grote geprivilegieerde dorpen: Gerpinnes en Saint-Gérard (=Brogne), enkele abdijen (Jardinet, Waulsort, Saint-Gérard, ...) en enkele fraaie kastelen waaronder het Kasteel van Freÿr en het kasteel van Thy-le-château. In westen grensde de streek aan het kwartier tussen Samber en Maas van het Prinsbisdom van Luik. In noorden aan het Baljuwschap van Fleurus, in het noordoosten aan het Baljuwschap van Samson en in het oosten aan het Baljuwschap van Poilvache van het Graafschap Namen. Nog in het oosten grensde dit gebied ook aan het Kwartier van Amont van het Prinsbisdom Luik.
In Bouvignes werden de eerste twee landschapsschilders in de Nederlanden geboren, namelijk Joachim Patinir en Herri met de Bles.

## Demografische ontwikkeling
- Bronnen:NIS, Opm:1831 tot en met 1961=volkstellingen

## Bezienswaardigheden
- de gotische Sint-Lambertuskerk (13e tot 16e eeuw), met interessant interieur.
- het zogenaamde Spaans Huis (Frans: Maison espagnole), in feite baljuwhuis uit de 16e eeuw, nu een museum met interessante collectie
- overblijfselen van de middeleeuwse stadsmuren, waaronder de zogenaamde Sint-Barabaratoren (Tour Sainte-Barbe), uit 1215
- de ruïnes van het kasteel van Crèvecœur (gebouwd door graaf Hendrik I van Namen), waarmee de legende van de Dames van Crèvecœur verbonden is

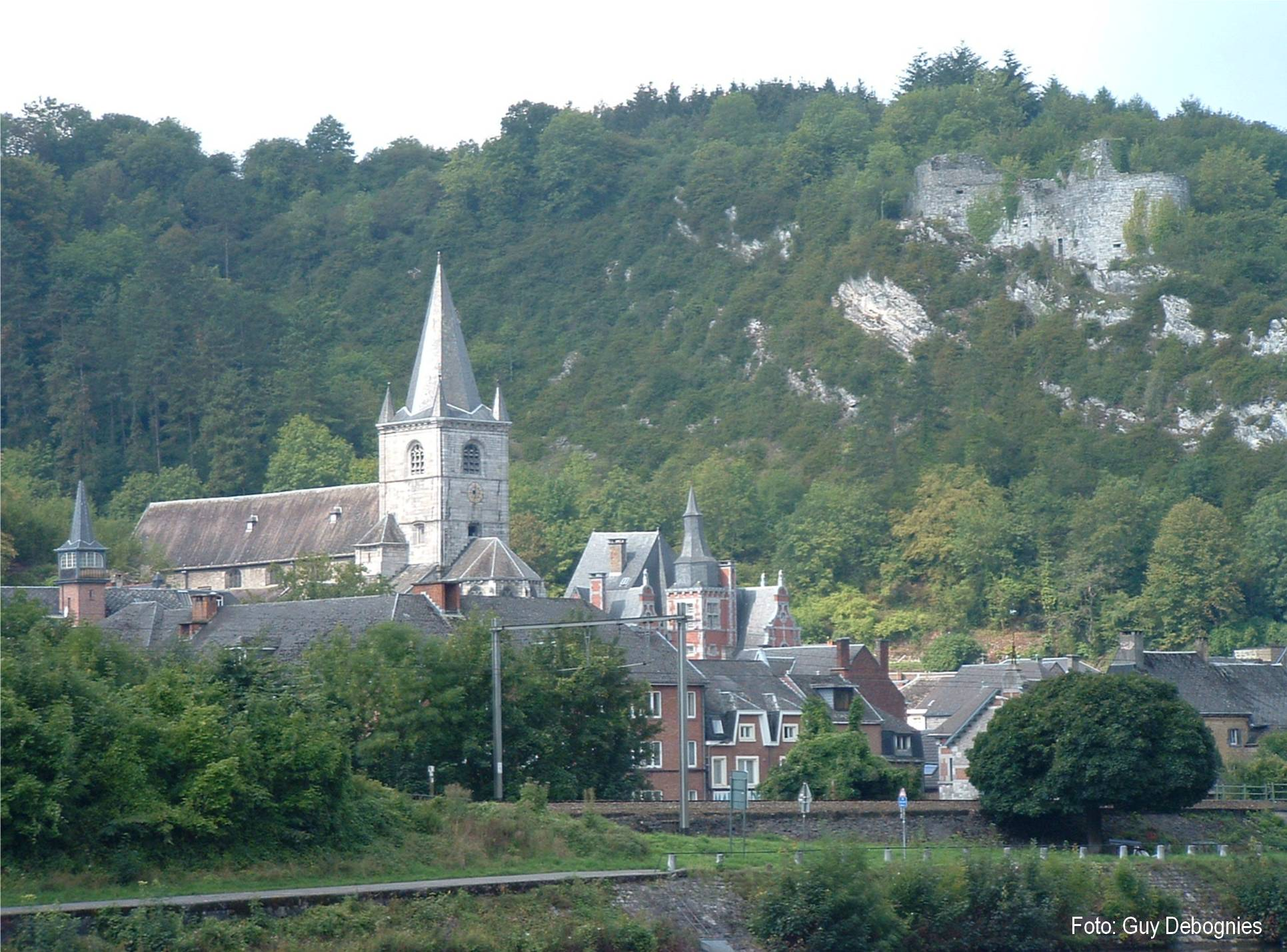
Bouvignes, beheerst door de ruïnes van Crèvecœur
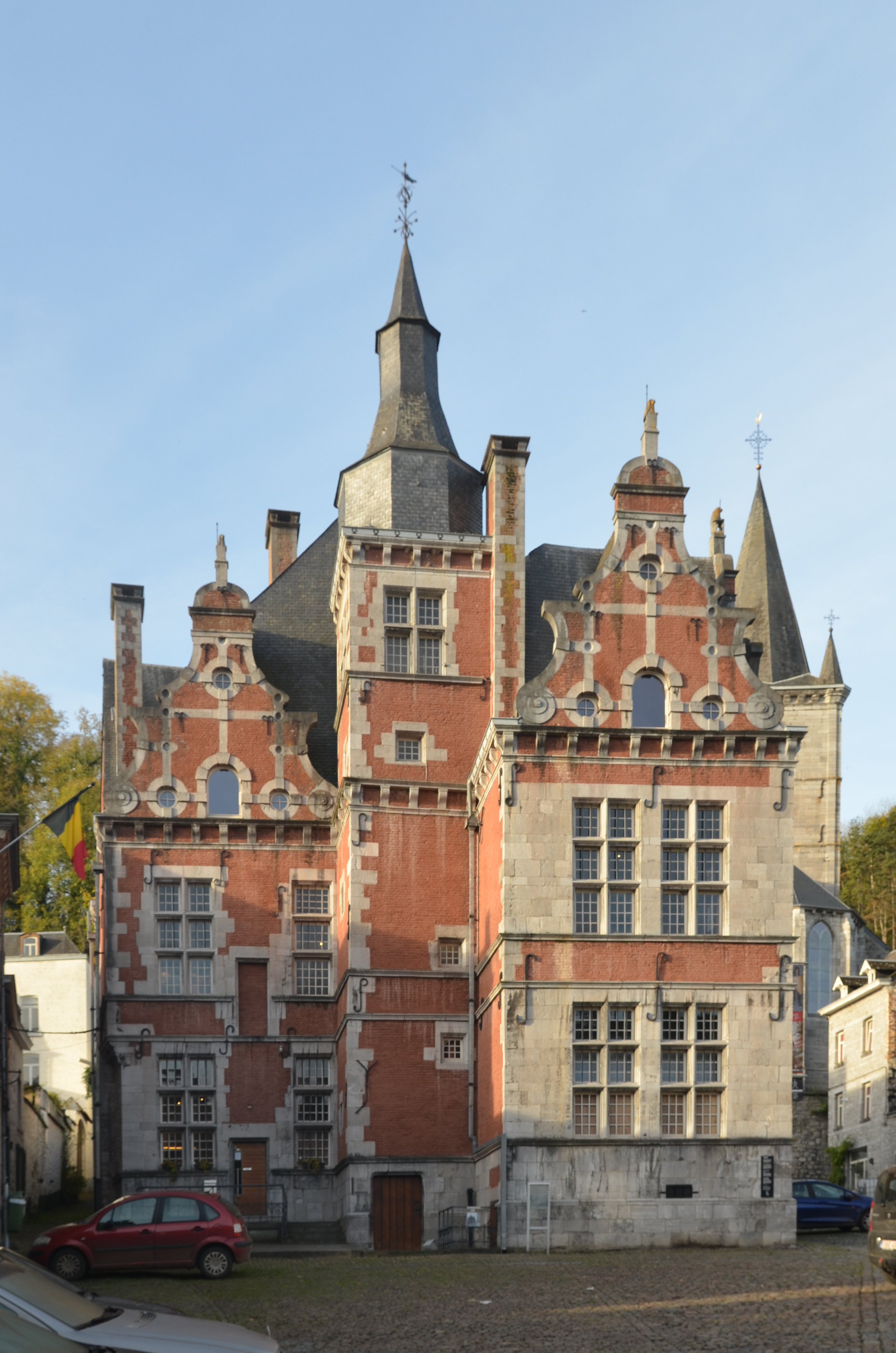
Het "Spaans Huis" te Bouvignes
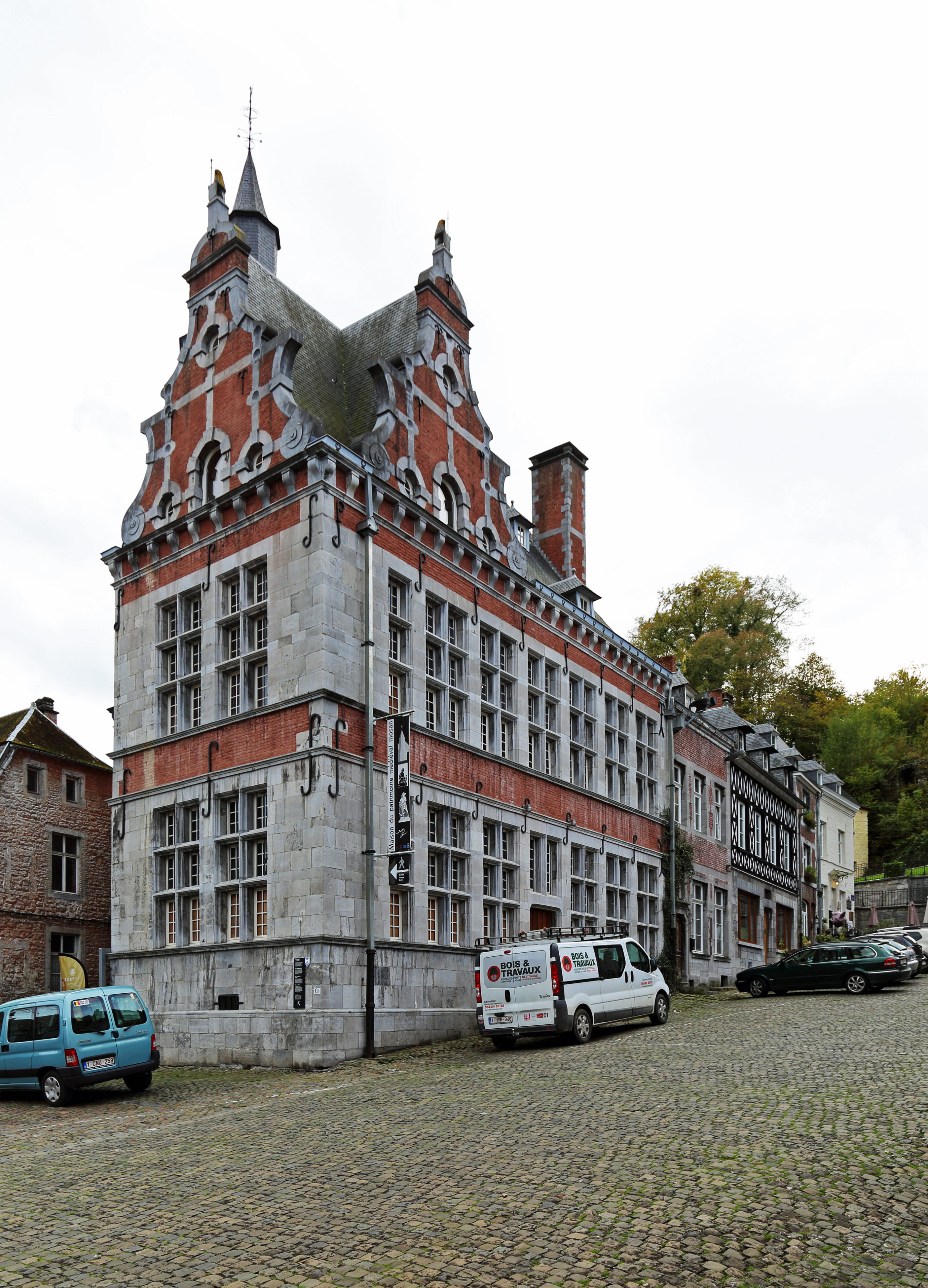
Het "Spaans Huis", gevels kant Marktplein
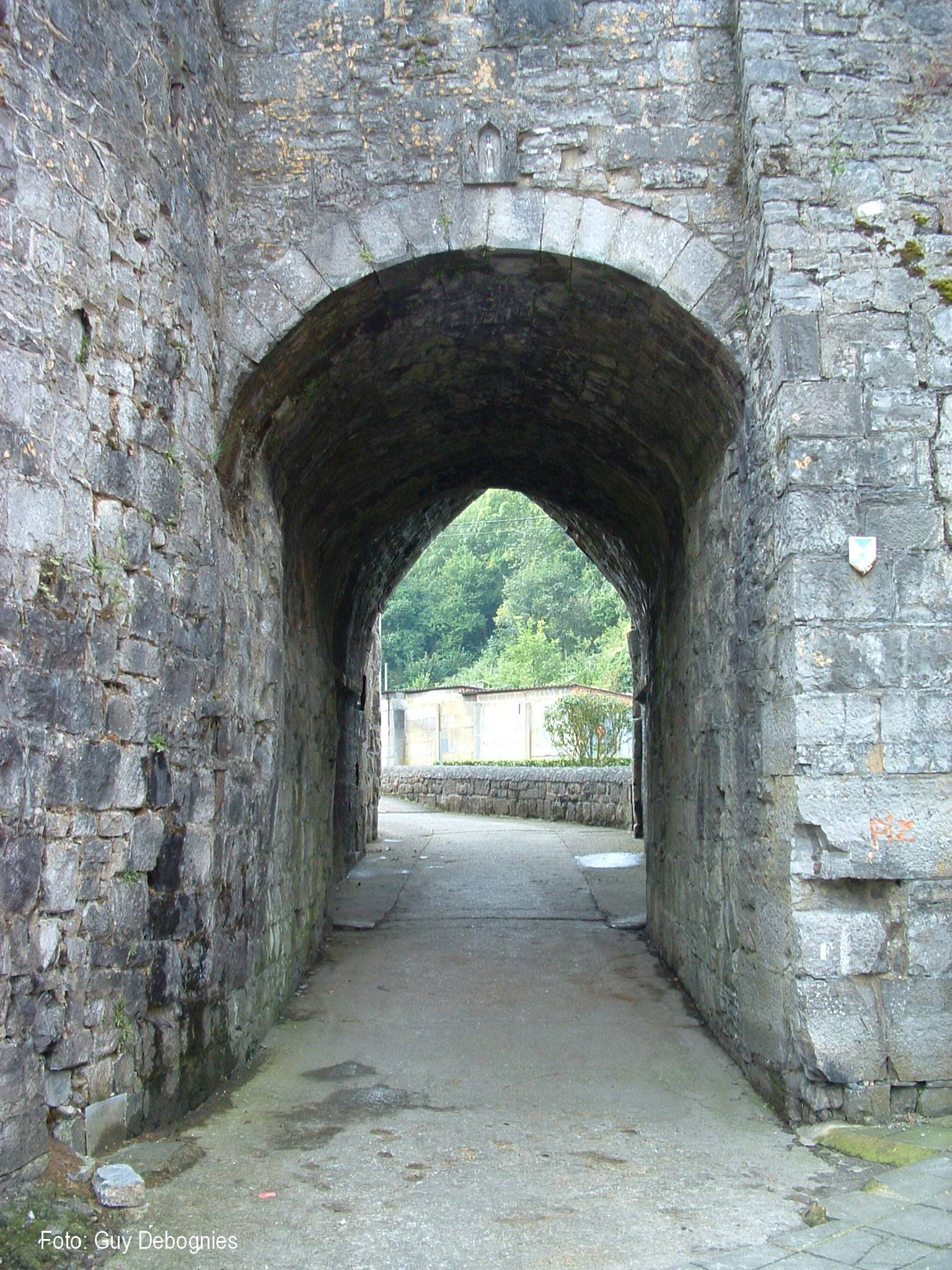
Een oude stadspoort te Bouvignes
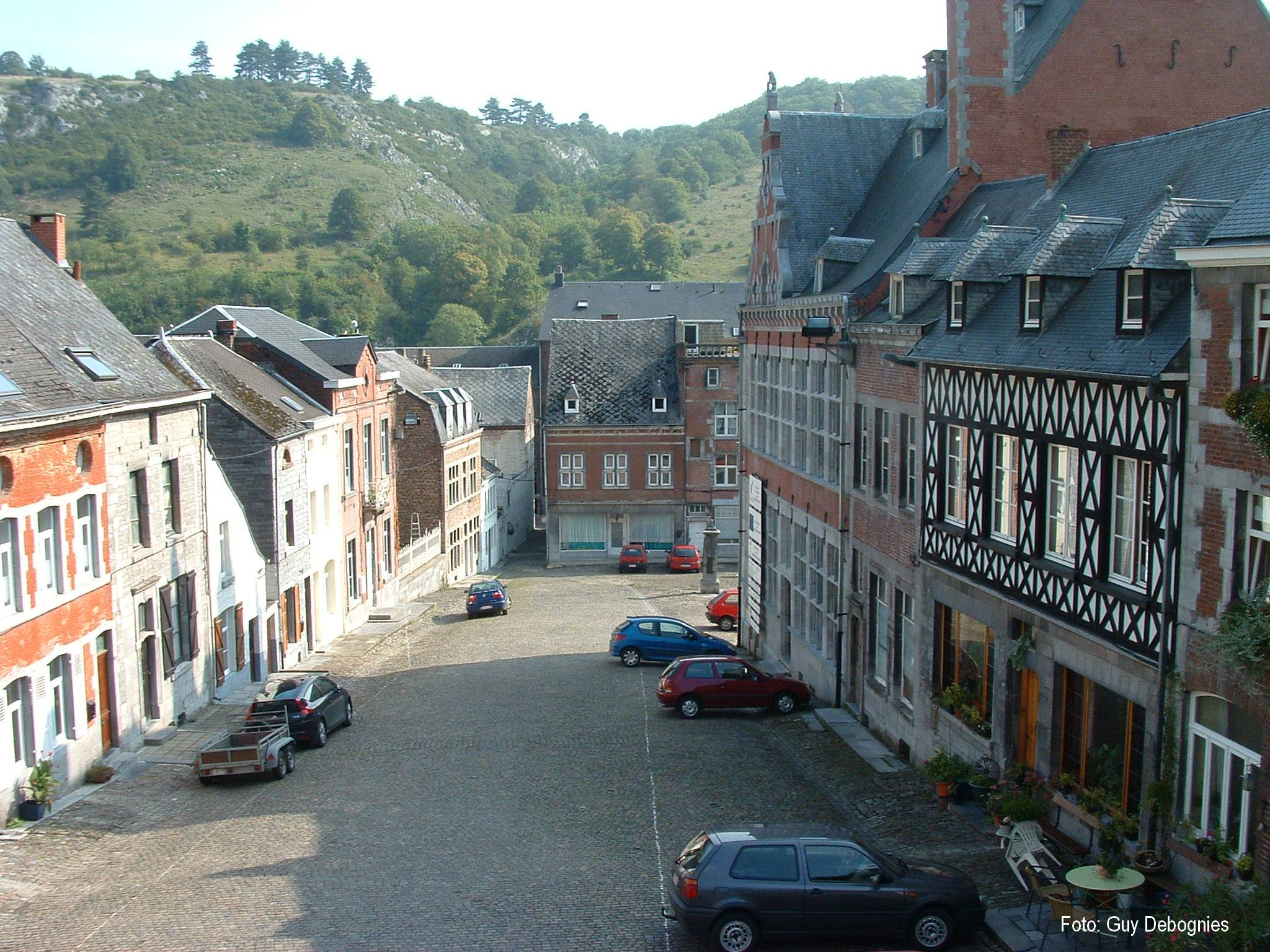
Het historische centrum van Bouvignes
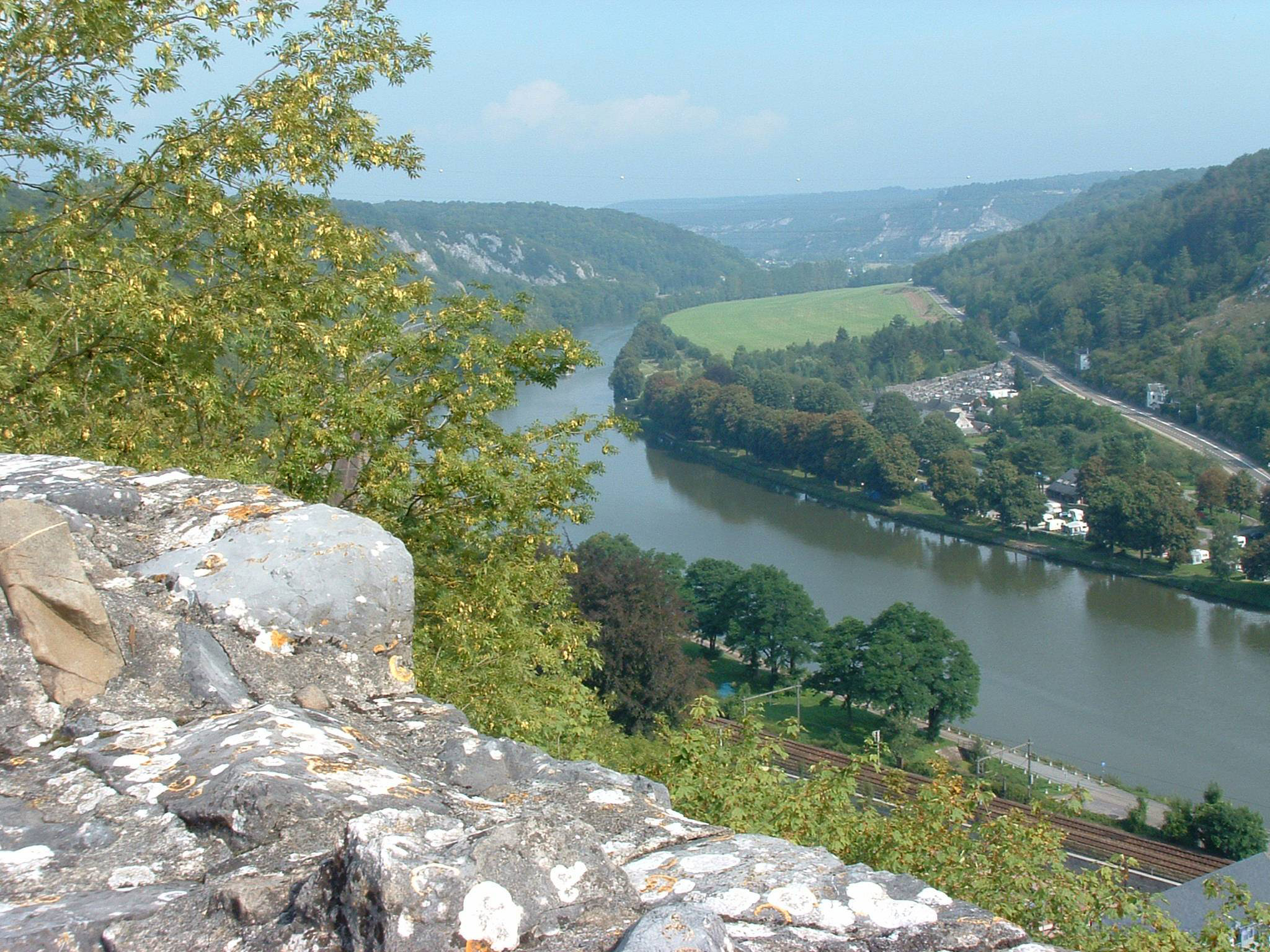
Het kasteel van Crèvecœur beheerst de Maasvallei

## Geboren
- Herri met de Bles (1500/1510-1555?), kunstschilder
- Édouard Fétis (1812-1909), musicoloog etc.
- Georges Hubin (1863-1947), Belgisch socialistisch politicus